# Pretty Hate Machine
Pretty Hate Machine (auch bekannt als Halo 2) ist das Debütalbum des US-amerikanischen Industrial-Projekts Nine Inch Nails und erschien im Oktober 1989 auf dem Indie-Label TVT Records. Am 20. November 2010 veröffentlichte Universal Music das Album remastered und mit Bonustrack auf CD und LP neu. Das Remastering erfolgte durch Tom Baker in Zusammenarbeit mit Frontmann Trent Reznor.

## Entstehung
Trent Reznor, welcher das einzige feste Mitglied der Nine Inch Nails darstellt, arbeitete Ende der 1980er Jahre als Hausmeister in dem Tonstudio Right Track in Cleveland, wo er schließlich seine ersten Tracks aufnehmen konnte.
Reznor produzierte das Album zwischen Mai und Juni 1989 mit Synthesizern, Drumcomputern und Samplern von Herstellern wie Roland, Yamaha oder Akai. Die Songtexte gehen, wie bei späteren Songs von Nine Inch Nails, auf Gedichte von ihm zurück. Für die Musikprogrammierung und das Editing verwendete Reznor einen Macintosh Plus von Apple. Bei der Produktion des Albums wurde er von Chris Vrenna; Tim Niemi und Flood sowie den Toningenieuren Doug DeAngelis, Keith LeBlanc, Adrian Sherwood, John Fryer, Ken Quartarone und Kennan Keating unterstützt. Das Mastering übernahm Tony Dawsey.

## Titelliste
Bis auf den Bonustrack stammen alle Songs aus der Feder von Trent Reznor.
Seite A
1. Head Like a Hole – 4:59
2. Terrible Lie – 4:39
3. Down in It – 3:47
4. Sanctified – 5:49
5. Something I Can Never Have – 5:53
Seite B
6. Kinda I Want To – 4:37
7. Sin – 4:02
8. That’s What I Get – 4:30
9. The Only Time – 4:47
10. Ringfinger – 5:41
Bonustrack (2010)
11. Get Down, Make Love (Freddie Mercury) – 4:19

## Konzeption, Stil und Cover-Artwork
Das Album ist stark von Synthesizersounds und New Wave geprägt. Das Album hat sehr viele verschiedene musikalische Einflüsse, vor allem Jane’s Addiction, Prince und Public Enemy. Die Musik erinnert stark an David Bowie und Kraftwerk. Das Szenario von Pretty Hate Machine beschäftigt sich mit Verlust, Depressionen und Enttäuschungen, weil man zu hohe Erwartungen ans Leben stellt, die leider unerfüllt bleiben. Das Cover-Artwork wurde ebenfalls von Reznor selbst und Gary Talpas gestaltet.
Für die Wiederveröffentlichung 2010 wurde das Albumcover von Trent Reznor und Rob Sheridan neu entworfen, sie wollten dabei bewusst auf die grellen Neonfarben verzichten, welche stark mit der Popmusik der 1980er assoziiert wurden.

„When we began the Pretty Hate Machine remaster project, Trent discussed with me the idea of tweaking the original artwork a bit to reflect that this was a different version of the album, updated from its original release. We talked about maybe just changing the color scheme a bit – Trent was keen on losing the distinctly 80's hot pink color, for one. It seemed like a fairly straightforward project, as I certainly didn’t want to try and radically alter an album cover I’d been looking at since I was a teenager, and that some fans had known very well for more than two decades… All things considered I’m pleased with the way it turned out.“

 Das überarbeitete Coverartwork der Neuveröffentlichung ist farblich entsättigt und hat Änderungen bei Layout und Typografie.

## Die Songs

### Head Like a Hole
Head Like a Hole ist stilistisch dem Industrial Rock und Synthie-Pop zuzuordnen, zu dem Song wurde ein Video produziert, unter der Regie von Eric Zimmermann. Auf MTV wurde der Song häufig gespielt, was den Bekanntheitsgrad der Band erheblich erhöhte. Eine populäre alternative Version des Liedes ist der Live-Auftritt auf dem Lollapalooza Festival mit Body Count. Der Song ist neben Kinda I Want to und Thats What I Get der beliebteste Song auf dem Album. Der Song wurde von der Rockband AFI und von der Nu-Metal-Band Korn gecovert.

### Terrible Lie
Der zweite Track auf Pretty Hate Machine ist Terrible Lie, welcher stilistisch dem Alternative Rock zuzuordnen ist. Der Song wird oft als Openingsong auf Konzerten der Nine Inch Nails gespielt.

### Down in It
Down in It war die erste Veröffentlichung der Nine Inch Nails, zu diesem wurde auch ein Musikvideo produziert unter der Regie von Benjamin Stokes und Eric Zimmermann, letzterer führte auch Regie im Video von Head Like a Hole. Das Video wurde in der Downtown von Chicago gedreht, in der Urfassung des Videos zeigte am Ende den Suizid des Protagonisten (gespielt von Trent Reznor), die Szene wurde jedoch nachträglich entfernt, da kein Fernsehsender das Video in der Urfassung spielen wollte. Musikalisch ist der Song dem Synthie-Pop und Industrial Rock zuzuordnen. Reznor sagte aus, dass er sich von dem Song Dig It von Skinny Puppy inspirieren ließ. Der Text handelt von einer sexuellen Beziehung zu einer Frau namens Krissy. Der Song bekam vom Rolling Stone eine gute Bewertung, Azerrad: „der Song bedient sich einiger Elemente von elektronischer Musik, aber auch von Pop. Er erinnert mich an das Album Mind: The Perpetual Intercourse von Skinny Puppy. Im Großen und Ganzen klingt es aber wie ein Popsong mit ein bisschen Rock, Metal und Hip Hop“.

### Sanctified
Stilistisch ist der Song dem New Wave zuzuordnen. Den Lyrics nach zu urteilen, geht es in diesem Song um die Ausübung eines sexuellen Aktes. Reznor dementierte dies und sagte, dass der Song von der „Beziehung zu einer Crack-Pfeife“ handle. Der Song war bereits auf der Demo Purest Feeling vorhanden. Das finale Gitarrensolo wurde von Richard Patrick eingespielt. Auf der Demo Purest Feeling hieß der Song noch Slate.

### Something I Can Never Have
Der Song ist stilistisch dem Alternative Rock zuzuordnen. Im Laufe des Songs hört man diverse Hintergrundgeräusche, z. B. eine Tür, die geöffnet wird, Maschinengeräusche, Vogelgezwitscher. Untermalt wird diese melancholische Atmosphäre durch die leise Musik des Klaviers. Tom Breihan bezeichnete den Song als „genial“ und meinte, er sei vielleicht der beste, den die Nine Inch Nails je gemacht hätten. Der Song erschien auf dem Soundtrack von Oliver Stones Film Natural Born Killers.

### Kinda I Want To
Kinda I Want to ist dem Alternative Rock und New Wave zuzuordnen sowie dem Industrial Rock. Am Anfang ist ein Stöhnen zu hören. Reznor sagte aus, er habe den Song parallel im Studio komponiert. Im Laufe des Songs hört man ein Reprise von Down in It. Am Ende ist ein Schrei zu hören, welcher zum nächsten Track überleitet. Der Song war bereits auf der Demo Purest Feeling vorhanden, wo er noch sehr von dem House der 1980er Jahre geprägt ist. Der Song wurde nur auf der Pretty Hate Machine Tour gespielt.

### Sin
Der Song Sin ist dem Industrial Rock und Synthie-Pop zuzuordnen. Das Video wurde auf keinem Musiksender gespielt und feierte erst Jahre später offizielle Premiere. Im Video sind am Anfang gepiercte Geschlechtsorgane zu sehen, anschließend sieht man zwei Homosexuelle, welche BDSM praktizieren. Auf früheren Demos des Songs war ein Saxophon zu hören.

### That’s What I Get
Der Song That’s What I Get ist wie die meisten Songs des Albums dem Synthie-Pop zuzuordnen. In dem Song wird eine ähnliche Bassline verwendet wie in Kinda I Want to. Der Song war bereits auf der Demo Purest Feeling vorhanden.

### The Only Time
Der Song The Only Time ist stilistisch dem Synthie-Pop zuzuordnen. Am Ende des Songs hört man verzerrte Gitarrentöne, welche einen direkten Übergang zum nächsten Song bilden. Der Song war bereits auf der Demo Purest Feeling vorhanden. Auf dem Livealbum Closure wurde der Song etwas verändert und durch die Zeile this is a song about fucking ergänzt.

### Ringfinger
Wie fast alle Songs aus Pretty Hate Machine, findet sich auch Ringfinger auf der Demo Purest Feeling, wo er noch Twist hieß. Der Song ist dem Synthie-Pop zuzuordnen, bedient sich jedoch auch Elemente des Funks.

### Get Down, Make Love
Die im Jahre 2010 erschienene überarbeitete Neuauflage des Albums enthält als Bonustrack eine Coverversion des Queen-Songs Get Down, Make Love.

## Rezeption
Die Kritiken fielen überwiegend positiv aus, so lobte Michael Azerrad 1990 im Rolling Stone das Album und bezeichnete es als einen gelungenen Mix aus Industrial Rock und Popmusik. Ferner schrieb er, die Musik höre sich „entsetzlich, aber eingängig“ an. Das Magazin wählte Pretty Hate Machine auf Platz 58 der 100 besten Debütalben.
Der Musikkritiker Robert Mitchum bewertete das Album auf Pitchfork Media wohlwollend, bezeichnete es jedoch als schwächer als die Nachfolger. Pretty Hate Machine belegt Platz 76 der 200 besten Alben der 1980er Jahre.
Rezensent Steve Martin lobte im Magazin Thrasher das Album, er beschrieb es als eine „gelungene Mischung aus Industrial, Pop und Punk“.
Auch im deutschsprachigen Raum erfreute sich das Album einiger Beliebtheit. Lukas Hilbert würdigte den Einfluss des Albums:

„Mit dem Album Pretty Hate Machine wurde für ein kommerziell interessantes Publikum der Durchbruch zu einer genießbaren Variante der Industrial Music geschafft und in der Popkultur die entsprechende Schmuddel-Duftmarke gesetzt. Die aggressive Herrschaft der Klänge in diesem Album wurde zuerst von depressiv veranlagten Klubbesuchern verinnerlicht, die zu den Rhythmen umherwirbelten und sich die von Angst besessenen Überzeugungen aneigneten. Seit ihrem Erscheinen stehen die hart gesottenen Ansichten dieses Albums für eine ästhetische Träumerei von den Leidenswegen, auf die uns die Maschinen treiben. Die Tracks von zischenden Maschinen und dissonanten Überlastungen fallen über einen her – außerhalb aller Wege von moderner, gefälliger Vermittlung. Hits wie „Head Like a Hole“ und „Down in It“ sind an ihren sarkastischen Beats und an ihren durchdringenden Riffs zu erkennen, ebenso an den feindseligen Aussagen ihrer Texte, die den Hörer mit ihrer Flut von respektloser Kritik einfangen. Pretty Hate Machine ist keine leichte Kost und trifft in unserem Innersten einen empfindlichen Nerv.“

Das Album polarisierte zunächst die Hörerschaft, gilt heute jedoch als Klassiker des Genres.

## Trivia
- In den Liner Notes des Albums bedankt sich Reznor unter anderem bei Clive Barker, Jane’s Addiction, Prince und Public Enemy.
- 2005 wurde das Album String Quartet Tribute to Nine Inch Nails von Eric Gorfain veröffentlicht, es enthält alle Songs von Pretty Hate Machine, die Stücke wurden von einem Streichquartett eingespielt und sind der klassischen Musik zuzuordnen.